# Cyclocosmia lannaensis
Cyclocosmia lannaensis là một loài nhện trong họ Ctenizidae.
Loài này thuộc chi Cyclocosmia. Cyclocosmia lannaensis được miêu tả năm 2005 bởi Schwendinger.